# Pablo Wendel
Pablo Wendel (* 1980 in Tieringen) ist ein deutscher Künstler in der Performancekunst, Installationskunst und Videokunst. Er lebt und arbeitet in Stuttgart und London.

## Leben und Werk
Pablo Wendel studierte von 1999 bis 2002 an der Staatlichen Akademie der Bildenden Künste Stuttgart Bildhauerei unter anderem bei Werner Pokorny und Christian Jankowski.
Seine Arbeiten beschäftigen sich häufig mit prekären Grenzsituationen, kunsthistorischen Referenzen und ironischen Brechungen, die das Publikum manchmal auch unmittelbar miteinbeziehen.
Im Rahmen des Projekts „Dinkelaka“ realisierte Wendel die Installation „Reflex-Milchfluss“. Über fünf Stockwerke wurde ein Rohrsystem verlegt, über das Milch mit kleinkindlich anmutenden Atem- und Schlürfgeräuschen gesaugt wurde
In der Stuttgarter Galerie Oberwelt stellte Wendel 2004 die Installation „Telekonnektofonie“ aus. Über einen Computer wurden per Zufallsgenerator zwei Telefonnummern auf der ganzen Welt parallel gewählt und die nichtsahnenden Gesprächspartner automatisch miteinander verbunden. Es entstanden internationale zufallsbedingte Verknüpfungen mit unvorhersehbaren menschlichen und vor allem technischen Prämissen, die kulturell interessante Gegenüberstellung ermöglichten und den Besucher voyeuristisch daran teilhaben ließen.
Seine Videoarbeit „Latimeria“ entstand 2004 in Norwegen. Dabei befestigte der Künstler einen Angelhaken an einem mit Helium gefüllten Wetterballon. Damit der Ballon nicht wegflog, befestigte Wendel ihn mit einem so genannten Räuberknoten an einem Anker. Als ein Fisch anbiss, löste sich der Knoten und der Ballon stieg 32000 Meter in die Höhe.
Ebenfalls 2004 in Norwegen entstand seine Skulptur „Stein“, bei der er bezugnehmend auf ein internationales Steinbildhauersymposium in Norwegen einen 4,5 Tonnen schweren Block bearbeitete und versuchte, die Inhaltlichkeit der eigentlichen Kernform, von der zuvor auf dem Symposium soviel gesprochen wurde, zu finden.
In Wendels akustischer Installation „Auftropfen“ wurden das Auftropfen von Wasser aufgenommen und der Klang vier Stockwerke höher abgespielt. Sobald ein Tropfen oben angekommen war, wurde er über ein zweites Tonbandgerät abgespielt und war in derselben Regelmäßigkeit akustisch aus einem Lautsprecher wieder zu hören.
2005 realisierte Wendel in Zusammenarbeit mit Birgit Hower und Sonja Rentsch im Rahmen des Projekts „Kurzschluss“ seine Installation „2. Untergeschoss“, bei der er eine Kellerhalle bis zur Hälfte mit Wasser flutete. Durch die Spiegelung des Wassers hatte der Besucher, der in einem überbauten Steg stand, den Eindruck einen unendlich tiefen und weiten Raumes zu sehen.
Für seine zwischen 2005 und 2006 entstandene Installation „Cactacea Embraco“ montierte Wendel einen Kaktus an ein Kühlaggregrat und schloss diesen so an, dass er durch eine direkte Verbindung ständig gekühlt wurde und einfror. Innerhalb eines Jahres bildete sich durch die gefrierende Luftfeuchtigkeit am Kaktus eine weiße kristalline Eisschicht.
Seine transportierbare Installation „Bianda“ aus dem Jahr 2006 besteht aus einer traditionellen
chinesischen Tragekonstruktion (Bianda-Joch), einem halbierten Bambusrohr, mit an beiden Enden herabhängenden Körben. Traditionell dient diese zum Transport von Lebensmitteln und anderen alltäglichen Gegenständen. Wendel ersetzte einen der Körbe durch einen Lautsprecher und stattete den zweiten Korb mit Technik wie Aufnahmegeräte, Verstärker, Batterien, Mikrophon und Steuerelemente aus. Die an zufälligen Orten entstandenen Tonaufnahmen wurden an andere Orte getragen, an denen er wiederum neue Aufnahmen machte und gleichzeitig die vorher entstandenen Aufnahmen abspielte. So entstanden beim Abspielen überlagernde Klangcollagen, die sich dem Alltag untermischten.
Wendel ist auch bekannt für spontane Kunstaktionen. Während seines Aufenthalts in China sprang er öffentlich in eine Kanalisation inmitten der chinesischen Stadt Hangzhou. Daraufhin wurden ihm die Benutzung der öffentlichen Verkehrsmittel untersagt, woraufhin er seinen vier- bis fünfstündigen Heimweg zu Fuß bewältigen musste. Mit der als „First Mud“ betitelten Aktion wollte er seine Integrationsprobleme, Andersartigkeit und die ständige Statuseinstufung über Hautfarbe und Kleidung thematisieren.
Internationale Bekanntheit erlangte Wendel durch seine Performance als Krieger in der streng bewachten Terrakottaarmee im chinesischen Xi’an im Jahr 2006. Mit einem selbst angefertigten Kostüm kopierte Wendel einen der Soldaten der historischen Terrakottaarmee. Dabei stellte er sich vorerst unbemerkt als einfacher Infanteriesoldat auf einen mitgebrachten Sockel in die letzte Reihe der Armee im Museum.
Für die Installation „Schmarotzer“ hat Wendel 2008 mit Solarzellen den Strom von Leuchtreklamen in der Stuttgarter Marienstraße angezapft und damit in seinem Ausstellungsraum eine Glühbirne betrieben.
Bei seiner neuesten Installation „Cardiac Cathedral“ bringt Wendel ein (Schweine-)Herz ohne Körper künstlich zum Schlagen. Die pulsierenden Kontraktionen senden kein Blut durch die Adern, sind also reine Mechanik. Wendel kommentiert damit den Gedanken des ewigen Lebens.

## Ausstellungen (Auswahl)
- 2006: Tecknick in der Städtischen Galerie im Kornhaus, Kirchheim unter Teck.
- 2007: Frischzelle_07: Pablo Wendel im Kunstmuseum Stuttgart.[5]
- 2009: Cardiac Cathedral im Nassauischen Kunstverein, Wiesbaden.[6] (EA)
- 2009: 3rd Guangzhou Triennale

## Auszeichnungen
- 2016: Albert Dulk Preis Untertürkheim[7]